# Lagenolingulina
Lagenolingulina es un género de foraminífero bentónico de la subfamilia Nodosariinae, de la familia Nodosariidae, de la superfamilia Nodosarioidea, del suborden Lagenina y del orden Lagenida. Su especie-tipo es Lagenolingulina angelensis. Su rango cronoestratigráfico abarca el Holoceno.

## Clasificación
Lagenolingulina incluye a las siguientes especies:
- Lagenolingulina angelensis
- Lagenolingulina ballenaensis
- Lagenolingulina nobilis
- Lagenolingulina pellucidiformis
  - Lagenolingulina pellucidiformis laciniata
  - Lagenolingulina pellucidiformis peruensis